# Hruševlje
Hruševlje – wieś w Słowenii, w gminie Brda. W 2018 roku liczyła 122 mieszkańców.